# Ludmila Slánská-Hoppeová
Ludmila Slánská-Hoppeová, rozená Hopeová, křtěná Ludmila Aurélie Františka (15. května 1898 Stockerau – 4. října 1985 Praha), byla česká malířka a restaurátorka.

## Život
Narodila se v rakouském městě Stockerau v rodině důstojníka Rakousko-uherské armády Viktora Hoppe a jeho ženy Aurelie roz. Hornové. Vyrůstala postupně v několika rakouských městech, kde její otec vykonával pracovní povinnosti. Měla dva mladší sourozence, sestru Evu (1899–1965) a bratra Viktora (1900–1985), který se stal později uznávaným lékařem. Kolem roku 1908 se rodina vrátila do Čech, konkrétně do Vysokého Mýta, kde Ludmila navštěvovala v letech 1909–1912 měšťanskou školu. Následně zde i započala studovat na dívčí průmyslové škole, ale v roce 1913 se Hoppeovi přestěhovali do Prahy, kde pokračovala ve studiu na dívčí průmyslové škole a i odmaturovala. V dalším studiu pokračovala na pražské malířské akademii, kde zprvu navštěvovala v letech 1918–1920 tzv. přípravku u prof. J. Obrovského a V. Bukovace a III. ročník v letech 1920–1921 jen u prof. Bukovace. Dál pokračovala v letech 1921–1924 na tzv. speciálce u prof. M. Pirnera, kde studium ukončila absolutoriem.
V roce 1924 se provdala za spolužáka s akademie Bohuslava Slánského. V roce 1930 odjela do Vídně, kde se v Kunthistorisches Museum zabývala studiem staromistrovských technik a kopírováním. V letech 1932–65 se převážně věnovala restaurování gotických polychromovaných plastik pro Muzeum v Českých Budějovicích a po předisponování jeho sbírek pracovala v letech 1955–1965 pro Alšovu Jihočeskou galerii v Hluboké nad Vltavou. Byla členkou Českého fondu výtvarných umění (ČFVU).
Ludmila Slánská zemřela v Praze 4. října roku 1985 a následně byla pohřbena do rodinného hrobu na Bubenečském hřbitově.
Celý svůj profesní život spolupracovala se svým manželem B. Slánským a oba patřili ke špičkám v oboru restaurátorství.

## Výstavy

### Kolektivní
- 1965 – Skupina restaurátorů r64, Galerie Vincence Kramáře, Praha
- 1978 – Umění vítězného lidu. Přehlídka současného československého výtvarného umění k 30. výročí Vítězného února, Praha, Praha
- 1989 – Restaurátorské umění 1948–1988, Mánes, Praha

## Restaurátorské práce (výběr)
- 1946 – Mistr reliéfu Oplakávání Krista ze Žebráka (okruh): Madona z Českého Krumlova, před 1510, AJG (i.č. P-66), v roce 1953 restaurována B. Slánským.
- 1951/1962 – Mistr Zvíkovského Oplakávání: Světice z Homol, kolem 1515, dřevo, AJG (i.č. P-68, spol. B. Slánským).
- 1956 – Nudvojovice u Turnova, hřbitovní kostel, renesanční epitaf.
- 1957 a 1962 – Mistr reliéfu Oplakávání ze Žebráka, Sv. Maří Magdalena pod křížem, kolem 1515, dřevo, AJG (i.č. P-41).
- 1958 – Okrouhlice u Benešova, farní úřad, J. Kupecký: Portrét M. Kreisingera.
- 1960 – Mistr reliéfu Oplakávání ze Žebráka: Sv. Trojice z Českých Budějovic, před 1520, dřevo, AJG (i.č. P-19) / Sv. Anna Samatřetí, kolem 1520, dřevo, AJG (i.č. P-67) / Oplakávání Krista z Korkusovy hutě, po 1520, dřevo, AJG (i.č. P-282).
- 1962 – Sv. Maří Magdalena, 1460–70, dřevo, AJG (i.č. P-62) / 14 sv. pomocníků při smrti z Rožmberku, 1493, dřevo, AJG (i.č. P-16).
- 1963/1966 – Karlštejn, kaple P. Marie, cyklus výjevů z apokalypsy (spol. B. Slánským).
- 1963/1964 – Hluboká, státní zámek, Reliéf Oplakávání Krista a Sv. Biskup z tzv. Netolické archy, 1500–10, polychromované dřevo.
- 1965 – Bavorov, muzeum, Sv. Jakub s Maří Magdalenou z Bilska, kolem 1510 (deponován v AJG, i.č. DP-68).
- 1978 – Karlštejn, hrad, Tomaso da Modena: Diptych s Madonou a Kristem Trpitelem, 1355, tempera na dřevě (spol. B. Slánským).

## Publikační činnost
- 1964 K restauraci sochy sv. Jana Křtitele ze zámku Hluboká. Umění 12, s. 301–305 (spol. J. Homolkou).
- 1965 Záznam o opravě obrazu Madony s dítětem z brněnského Uměleckoprůmyslového musea. Umění 13, s. 78–81

## Galerie

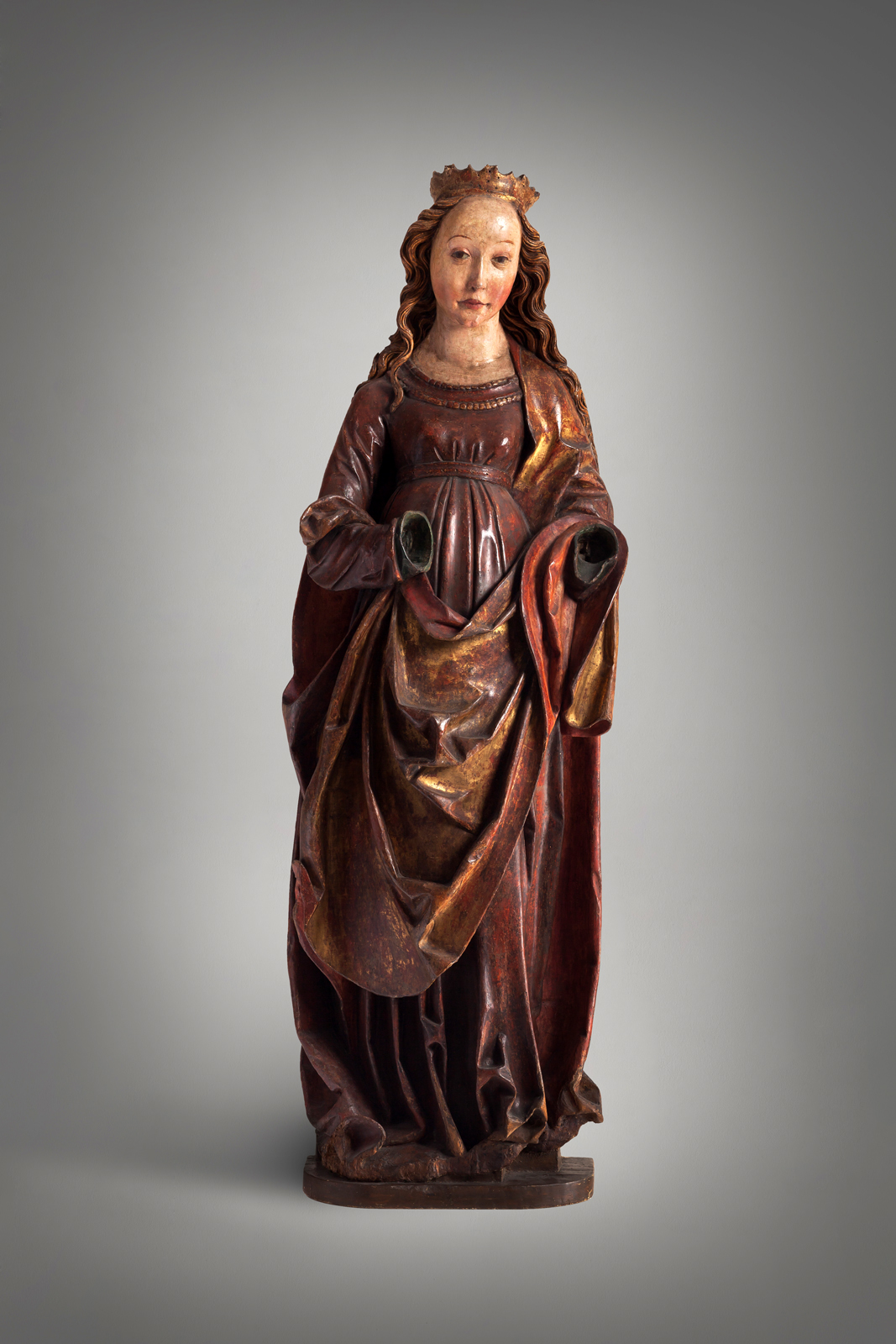
Světice z Homol, socha z lipového dřeva, kterou restaurovali manželé Slánští, Alšova jihočeská galerie v Hluboké nad Vltavou